# Isaac van Duynen
Isaac van Duynen også kendt som Deynen eller Duijnen (april 1628 – ca. 1680) var en hollandsk stillebensmaler. Han er kendt for sine malerier af døde fisk og andre havdyr, malerier med frugt, banketter og lejlighedsvise køkkenscener.
Hans værker er blevet forvekslet med værker af Abraham van Beyeren, Alexander Adrianssen, Jan Dirven, Peeter van den Bemden, Benjamin Gerritsz Cuyp og Jan Abel Wassenbergh.
Han bliver betragtet som en følger af Pieter van Noort og Jan Davidsz de Heem.